# A. P. Glonn
A. P. Glonn (* 9. November 1974) ist eine deutsche Schriftstellerin.

## Leben
Glonn veröffentlichte 2013 über den Autumnus Verlag den Jugendthriller Anpfiff, Abstoß, Mord. Ein Jahr später war sie mit einer Kurzgeschichte in der Anthologie Diabolos MMXIV vertreten, in der auch Sören Prescher und D. J. Franzen Kurzgeschichten veröffentlichten. Ebenfalls 2014 erschien Glonns zweites Buch Die andere Seite der Realität, das den Genres Fantasy und Horror zugeordnet wird, über den Luzifer Verlag.
Des Weiteren veröffentlichte Glonn gemeinsam mit Nika S. Daveron eine Serie von Geschichten unter dem Titel Zombiereich.

## Werke
- 2013: Anpfiff, Abstoß, Mord, Autumnus Verlag, ISBN 3-938531-91-6
- 2014: Saytchik, Kurzgeschichte in der Anthologie „Diabolos MMXIV“, Luzifer Verlag, 2014, ISBN 3-943408-25-6
- 2014: Die andere Seite der Realität: Ein phantastischer Jack the Ripper Roman, Luzifer Verlag, ISBN 3-943408-40-X
- 2015: Adel verpflichtet – Der Agent der Krone, Ifub-Verlag, ISBN 3-941864-51-3